# مینیگیان سمنوف
مینیگیان آرتوروویچ سمنوف (روسی: Мингиян Артурович Семёнов؛ زادهٔ ۱۱ ژوئن ۱۹۹۰) کشتی‌گیر کشور روسیه در دستهٔ ۵۹ ک‌گ کشتی فرنگی است. سمنوف برندهٔ مدال برنز المپیک ۲۰۱۲ لندن و نائب‌قهرمان مسابقات قهرمانی کشتی جهان در سال ۲۰۱۴ است. او همچنین قهرمان اروپا در سال ۲۰۱۶ و برندهٔ مدال طلای جام جهانی ۲۰۱۷ است.